# 今浪隆利
今浪 隆利（いまなみ たかとし、1958年9月20日 - ）は、日本中央競馬会（JRA）栗東トレーニングセンターの須貝尚介厩舎に所属していた元厩務員。
ゴールドシップやソダシといったGI優勝馬を手がけ、厩務員としてJRA・GI10勝を挙げた。

## 経歴
1958年、福岡県北九州市出身。実家が小倉競馬場の付近にあり、幼い頃から父親に競馬場へ連れて行ってもらったり、中央競馬で厩務員をしていた叔父によく馬を見せてもらったりしていた。中学生の頃に初めて馬に携わる仕事をしようと思うようになり、その後高校中退を経て、1973年に名古屋競馬場で騎手見習いとなった。しかし調教師との折り合いがつかず騎手の道を断念。その後、中央競馬で職に就きたいと考えたことから、北海道にある優駿牧場での1年半ほどの勤務を経てJRAの厩務員となり、1976年より叔父に紹介されていた内藤繁春調教師（当時）のもとで働き始めた。
6年ほど内藤厩舎で働いたあと、中尾正厩舎に移籍、1986年に担当馬のシングルロマンが京阪杯を制し重賞初制覇を果たした。2009年に中尾厩舎の定年解散に伴い同年3月より須貝尚介厩舎に移籍。2012年、ゴールドシップが皐月賞を制して53歳にしてGI初制覇を果たす。

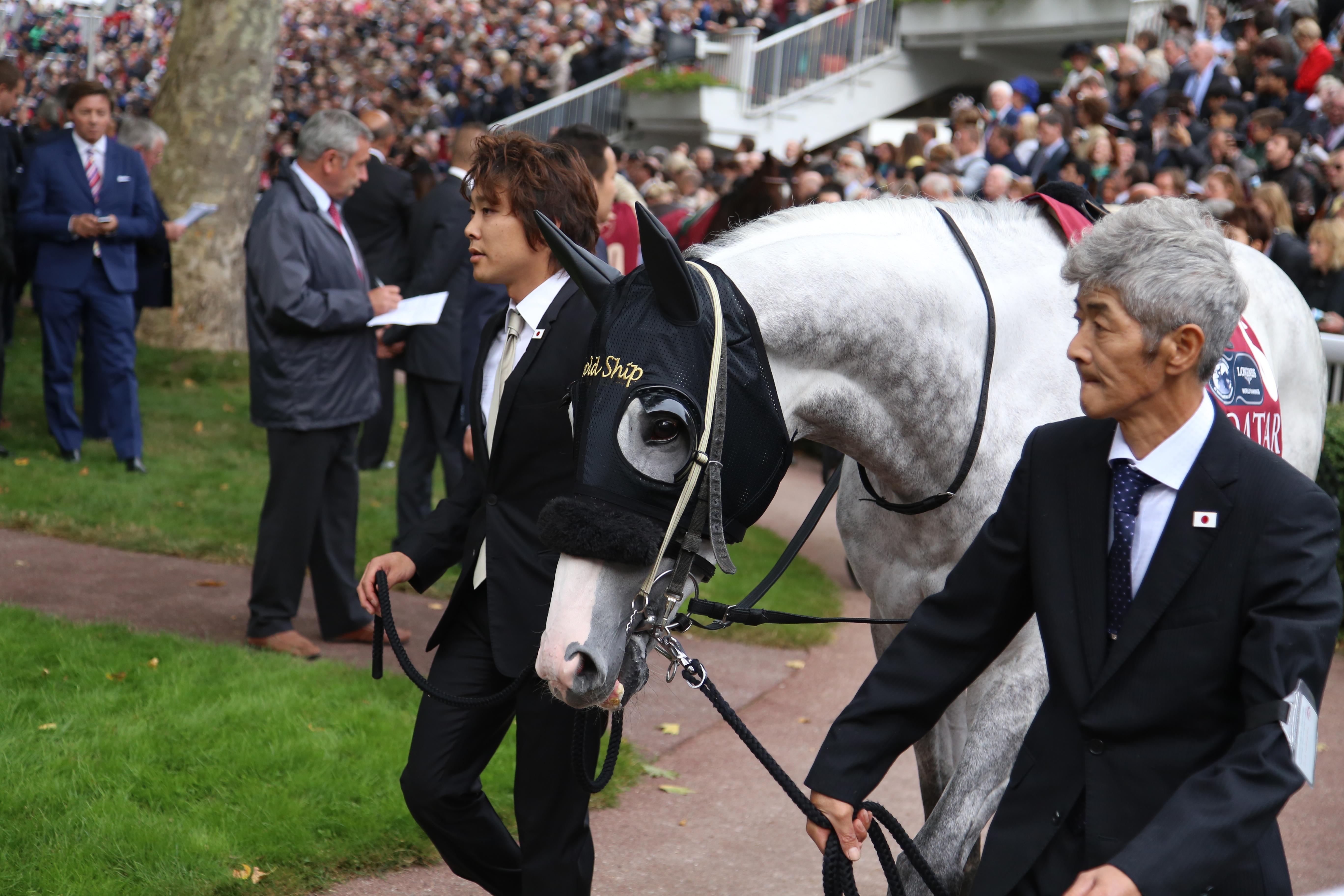
ゴールドシップの凱旋門賞出走時（画像手前が今浪。2014年10月5日）

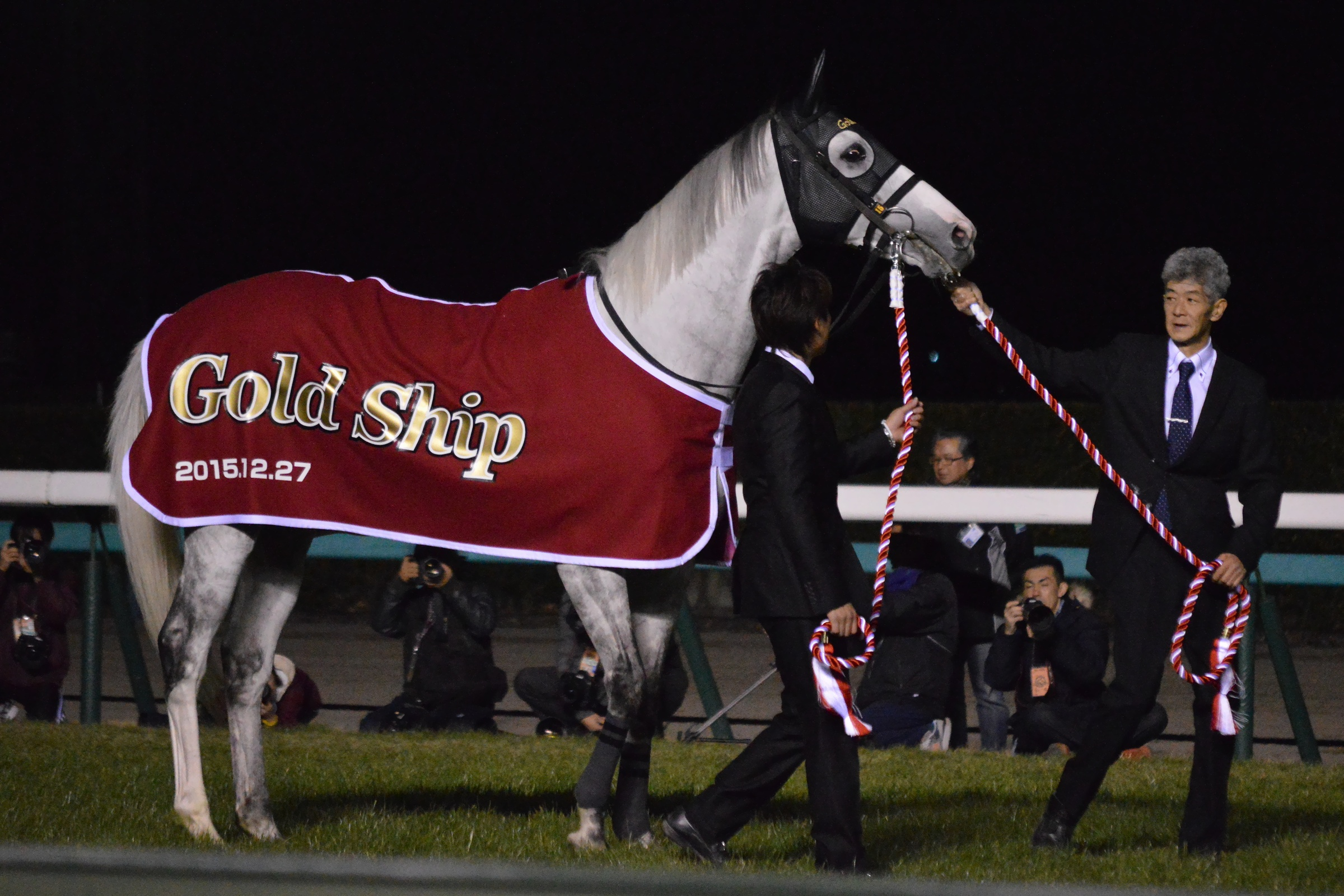
ゴールドシップ引退式（画像右が今浪。2015年12月27日）

その後もレッドリヴェールやソダシといったGI優勝馬を手がけたが、60歳を超えて体力的な不安が見られるようになってきたといい、ソダシで制した桜花賞の直前にも退職を考えたという。2023年、本来は9月末の定年を前倒しし、6月30日に最後のトレセン勤務を終えると、有給休暇の消化を経て7月20日に正式に退職した。
なお、2025年にはヘルパー（臨時厩務員）として勤務しており、友道康夫厩舎・上村洋行厩舎を経て現在は中尾秀正厩舎所属。なお中尾厩舎に関しては、中尾正厩舎に所属していた縁から「退職する前から先々、秀正先生から声がかかれば必ず行くと決めていた」としている。

## 主な担当馬
- シングルロマン（1986年京阪杯、鳴尾記念2着、宝塚記念3着）
- ビッグシンボル（1997年万葉ステークス、ダイヤモンドステークス2着、阪神大賞典2着）[11]
- バックトゥジエース[11]
- ゴールドシップ（2012年皐月賞、菊花賞、有馬記念など重賞11勝）
- レッドリヴェール（2013年札幌2歳ステークス、阪神ジュベナイルフィリーズ、2014年桜花賞2着）[11]
- ソダシ（2021年桜花賞、2022年ヴィクトリアマイルなど重賞6勝）

## 人物
- 身長は167センチで、体重は2023年時点で50キロを切っていた[6]。20代の頃に骨折で1度入院しているが、それ以降はほぼ休みなく働いていたという[6]。
- 趣味は温泉巡り[8]。
- 有名馬のレースの日には勝負パンツを履いていたといい、ゴールドシップのレース時には「スパイダーマン」のトランクスを、ソダシのレース時には『アラジン』の「ジーニー」の柄のものを着用していた[11]。
- 気性難で有名なゴールドシップがよく懐いた人物でもあり、ゴールドシップが引退した後、今浪が会いに行くとすぐに近寄ってきて顔を撫でられても嫌がる気配も見せず、とても落ち着いていた。